# Porky Pig
Porky Pig  is een personage uit de filmpjes en strips van Looney Tunes / Merrie Melodies. Hij verscheen voor het eerst in 1935 in het filmpje I Haven't Got a Hat. Porky was er dus eerder dan Daffy Duck en Bugs Bunny die in 1938 voor het eerst te zien waren in Porky's Duck Hunt. Stemacteur Mel Blanc gaf gestalte aan het personage Porky Pig. 

## Personage
Porky is een antropomorfe big. Hij staat vooral bekend om zijn onzekere gestotter en gehaspel, bedacht door zijn originele stemacteur Mel Blanc. Ook is hij bekend van het feit dat hij veel van de Looney Tunes filmpjes beëindigt met de woorden "Th-th-th-that's all folks!".
Aanvankelijk was Porky ook voor de tekenaars van Warner Bros. een vrij onbekend personage. Zo stonden zaken als zijn leeftijd of karaktertrekjes niet vast, en varieerden derhalve sterk per filmpje. Bob Clampett kwam uiteindelijk met de definitieve versie van Porky: een jong volwassen varken met een onzekere persoonlijkheid. Bob Clampett’s Porky was ook magerder dan zijn eerdere versies, en reisde in zijn filmpjes de wereld door. 
Door zijn persoonlijkheid dient Porky vaak als het serieuze personage naast een grappig personage zoals Daffy Duck of Bugs Bunny. In veel filmpjes met Daffy is Porky een jager die op Daffy jaagt, gelijk aan hoe Elmer Fudd op Bugs Bunny jaagt. 

## Achtergrond
Porky Pig verscheen ook in Nederlandse stripuitgaven. In uitgaven van Uitgeverij De Vrijbuiter was hij te zien onder zijn oorspronkelijke naam, maar in de uitgaven van Semic Press heette hij Biggie. Porky Pig heeft ook een neefje genaamd Cicero, dat altijd een matrozenpetje op heeft, en een vriendinnetje met de naam Petunia. Zij is ook te zien in de cartoon "Porky's Romance" uit 1937, zij het dat haar lange haren in dat filmpje nog ontbreken.
Behalve in korte filmpjes had Porky ook een vaste rol in de serie Duck Dodgers in the 24½th Century en Duck Dodgers. In beide is hij de handlanger van Duck Dodgers, een alter ego van Daffy Duck.